# Dynamiczne pakietowanie
Dynamiczne pakietowanie (ang. dynamic packaging) – metoda stosowana w ramach nowoczesnych usług turystycznych umożliwiająca jednoczesne zarezerwowanie biletu lotniczego, pokoju hotelowego, ubezpieczenia turystycznego, transferu i/lub wynajęcie samochodu, objętych jedną, wspólną ceną.
Metoda polega na zebraniu w jednym miejscu informacji z różnych źródeł pozwalając sprzedawcom na stworzenie zintegrowanego środowiska, w którym dynamiczne składniki łączone są w jedną ofertę, uzależnioną od indywidualnych potrzeb klienta. Cały proces zamyka się w ramach jednej usługi rezerwacyjnej, transakcyjnej i płatniczej. Dynamiczne pakietowanie różni się od tradycyjnie oferowanych pakietów turystycznych tym, że ceny zamawianych usług oparte są na aktualnych danych, wliczając w to m.in. aktualną dostępność ofertową oraz biletową, specyfikę wycieczki, wkładu dostawców, kanałów dystrybucji, daty rezerwacji czy czynników związanych z położeniem geograficznym. Łączna cena pakietu dynamicznego zależna jest także od liczby usług skupionych w jednym pakiecie (im większy pakiet konstruuje i kupuje nabywca, tym lepszą cenę może uzyskać) – stąd określenie „dynamiczne”.

## Korzyści
Dynamiczne pakietowanie działa na kilku poziomach sprzedażowych. Na pierwszym z nich tworzone są poszczególne komponenty takie jak połączenia lotnicze, zakwaterowanie, transfer i/lub wypożyczenie samochodu. W dalszej kolejności wcześniej określone elementy są dynamicznie łączone w jedno zamówienie. W ostatniej fazie na podstawie wcześniejszych operacji, zamówienie zostaje wycenione i ostatecznie podliczone jako suma całkowita wszystkich usług. Z tego względu ceny jednostkowe wybranych przez klienta komponentów pozostają zazwyczaj ukryte za ceną ogólną. Firmy korzystające z dynamicznego pakietowania zazwyczaj otrzymują specjalne zniżkowe oferty pod określone elementy, dlatego też często zdarza się, że cena całościowo usługi jest niższa niż cena odpowiadająca tym samym produktom, ale kupowanym oddzielnie. Dzięki temu sprzedawca może oferować kupującemu zaoszczędzenie pieniędzy w zamówionym pakiecie, bez obniżania przy tym swojej marży. Technologia dynamicznego pakietowania jest również korzystna dla firm oferujących usługi turystyczne. Przykładem jest kształtowanie się cen za usługi przewoźników. Większość linii lotniczych ma tendencję do podwyższania cen im bardziej zbliża się data wylotu, co zmusza klientów do wcześniejszej rezerwacji biletów. Z drugiej strony jeśli linie lotnicze obniżałyby ceny w celu wypełnienia wolnych miejsc, skłaniało by to wielu kupujących do czekania z rezerwacją dopiero w pobliżu daty wylotu. Opierając się na takiej zasadzie działania linie lotnicze nie mogłyby w rozsądny sposób zarządzać aktualnych cennikiem, bowiem ten musiałby być zależny tylko od kalendarza wylotu, nie zaś od bieżącego zapotrzebowania. Dzięki dynamicznemu pakietowaniu modyfikacje cen nie są widoczne dla klientów.